# 多西山
多西山（英語：Dorsey Mountains）是南極洲的山峰，位於葛拉漢地的盧貝海岸，處於索米利亞納冰川以東的阿羅史密斯半島北部，以美國物理學家命名，現時由南極條約體系管理。